# 吉野家
吉野家（日语：／ yoshinoya */?）是源自日本的跨國日式快餐連鎖店，因創始人松田栄吉喜愛奈良吉野山的染井吉野櫻，故而得名。主要製售丼物，現今與食其家、松屋食品並稱為「牛丼御三家」。其名稱中的日本漢字「吉」字，正式寫法為上「土」下「口」的。其分店遍及日本、中國大陸、香港、台灣、新加坡、馬來西亞及美國加州等地。目前日本國內店鋪總數在同型餐廳中居於第二，僅次於食其家。
吉野家成立於1899年，目前全球分店超過1,700間。吉野家早年在日本成功連鎖化，當時在日本的電視廣告中強調「快速！便宜！好吃！」的牛肉飯，成功抓住以男性為主的消費者。2001年年底，由於日本出現狂牛症個案，牛丼的銷量開始遭到打擊。2003年，美國華盛頓發現狂牛症，而美國也是牛丼的牛肉主要來源，吉野家遂停止入口美國牛肉，同時於2004年2月11日停止在日本售賣牛丼，直至2006年12月1日始重新販售。吉野家馬上舉行為期一天的「牛肉飯復活大節」，日本全國各地分店門口出現人龍。
截至2021年，吉野家在中国大陆的北京、上海、广州、天津等13个省市自治区有近545家店铺，1万多名员工。

## 歷史
- 1899年：個人商店“吉野家”於日本東京日本橋的魚市場成立。
- 1926年：隨著日本橋魚市場轉移至築地，即位於築地場內市場的1號店（日语：吉野家一号店）。
- 1958年12月27日：為使得牛肉飯餐廳企業化，“吉野家株式會社”成立。
- 1971年：開設首間24小時營業分店（新橋店）。
- 1973年：公司在科羅拉多州註冊，成立吉野家（美國）公司。
- 1975年：開設首間美國分店，北美第一家吉野家在科羅拉多州大城丹佛營業。
- 1979年：在加州帕薩迪納開設首間洛杉磯分店。
- 1980年：申請“會社更生法”（支持經營困難的公司重建的一個法律，相當於美國破產法第11章），公司破產。
- 1983年：在Saison Group（西武流通集團）旗下重建。
- 1985年：洛杉磯市的分店達到20家，而在此年實現了全美的店鋪超過200家的計劃。
- 1987年：償還了由於公司倒閉而產生的100億日圓重建債務。
- 1988年：與 D&C 合併成立吉野家D&C株式會社。同年於台北館前路上開設台灣首家分店，開始進軍亞洲市場。
- 1990年：於日本JASDAQ市場上市。
- 1991年：於香港開設首家連鎖店。
- 1992年：於北京開設首家中国大陸分店。
- 1992年：於新加坡開設首家分店。
- 2000年代初：吉野家在日本曾與麥當勞等其他速食連鎖店爆發減價戰，當時日本所賣之牛丼，其價錢低至280日圓。
- 2000年：於東京證券交易所上市。
- 2001年：於菲律賓開設首家分店。
- 2002年：於紐約、上海開設首家分店。
- 2004年：於馬來西亞、深圳開設首家分店。於澳洲悉尼關閉澳洲首家分店。
- 2008年：於香港西環、荃灣、慈雲山、大角咀、油塘開設至第39連鎖店。
- 2009年：香港吉野家推行外賣速遞服務，在西環分店率先推行。
- 2010年：香港吉野家正式接受八達通付款。
- 2010年：於廣州開設首家分店。
- 2018年：1號店隨著築地場內市場轉移至豐洲市場。
- 2019年：日本吉野家15億日元赤字，評論指牛肉飯360円薄利多銷模式已達極限[5]。
- 2020年：合興集團經營的香港吉野家自2019年下半年起的一年間有多達10間分店關閉並拖欠租金，[6]油麻地、上環、黃埔等分店更被業主入稟法庭追討欠租、[7]管理費及清理店鋪雜物的欠款。[8]另外受疫情衝擊，明年2月底前將會關閉全球最多150間分店，佔旗下分店總數的5%。[9]
- 2021年2月：吉野家與快樂蜂成立各持一半股權的合資企業，該合資企業將會是吉野家於菲律賓的加盟商。
- 2024年5月23日：據新聞媒體報導，已經在台灣經營約36年的「吉野家」，近期傳出出現多間分店接連熄燈的倒店潮，也讓網路討論起吉野家在台灣的經營狀況，針對店面接連結束營業的情況，實際求證吉野家，業者低調回應，透露目前狀況為預定計畫，接下來針對台灣市場也會有新的方針。[10]

## 圖片

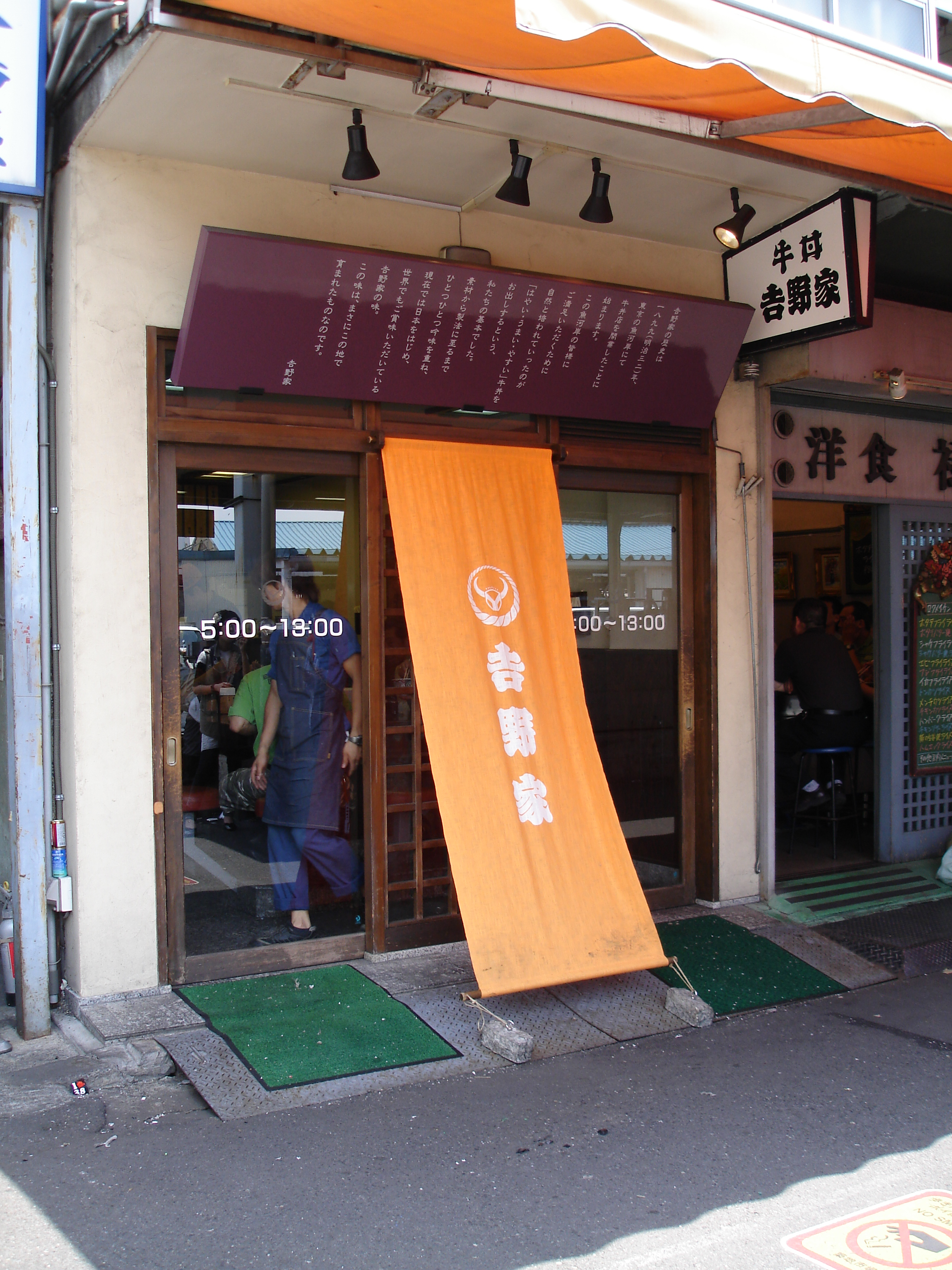
原位於東京築地市場內的吉野家1號店
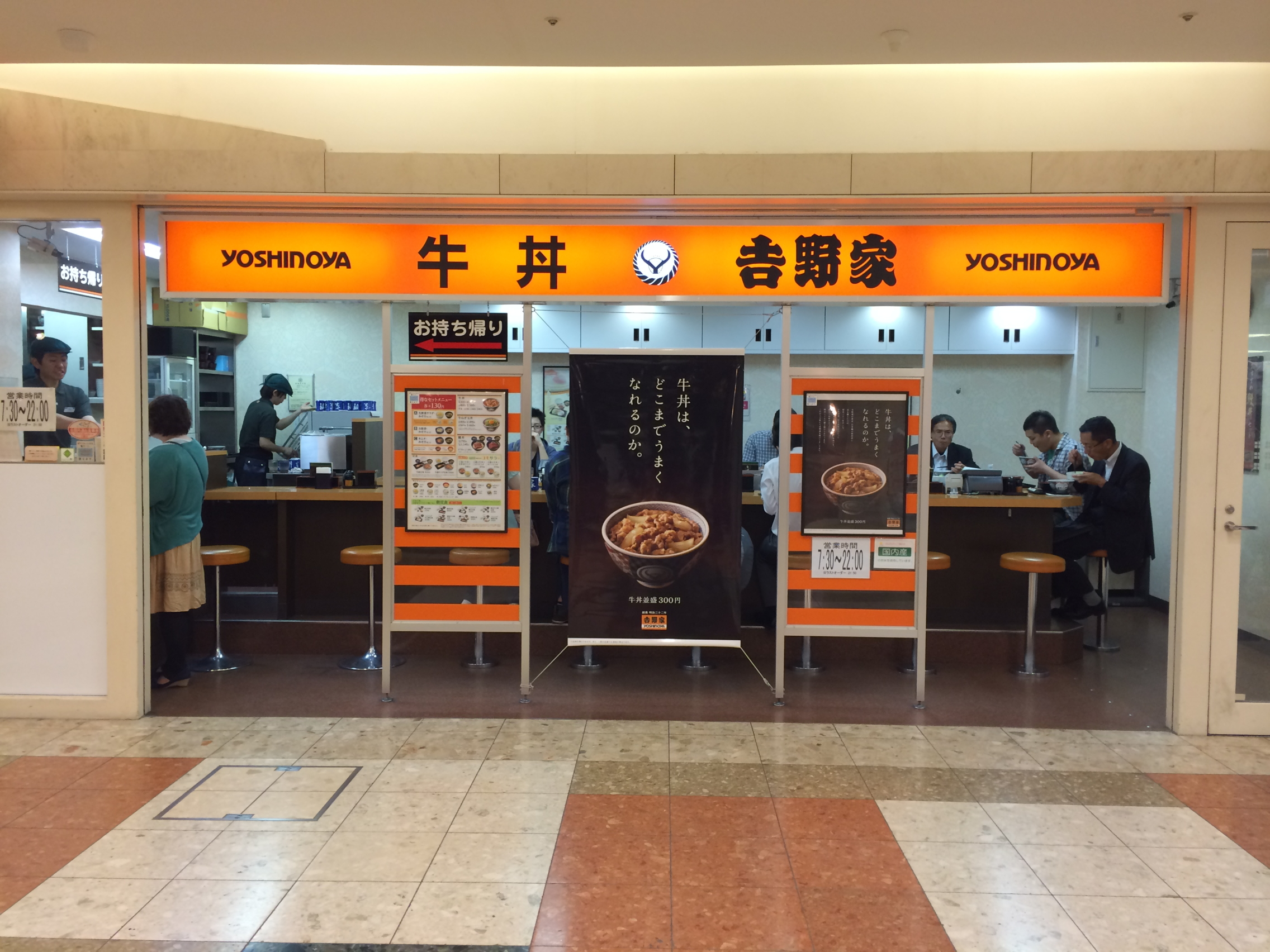
札幌APIA地下街的吉野家分店
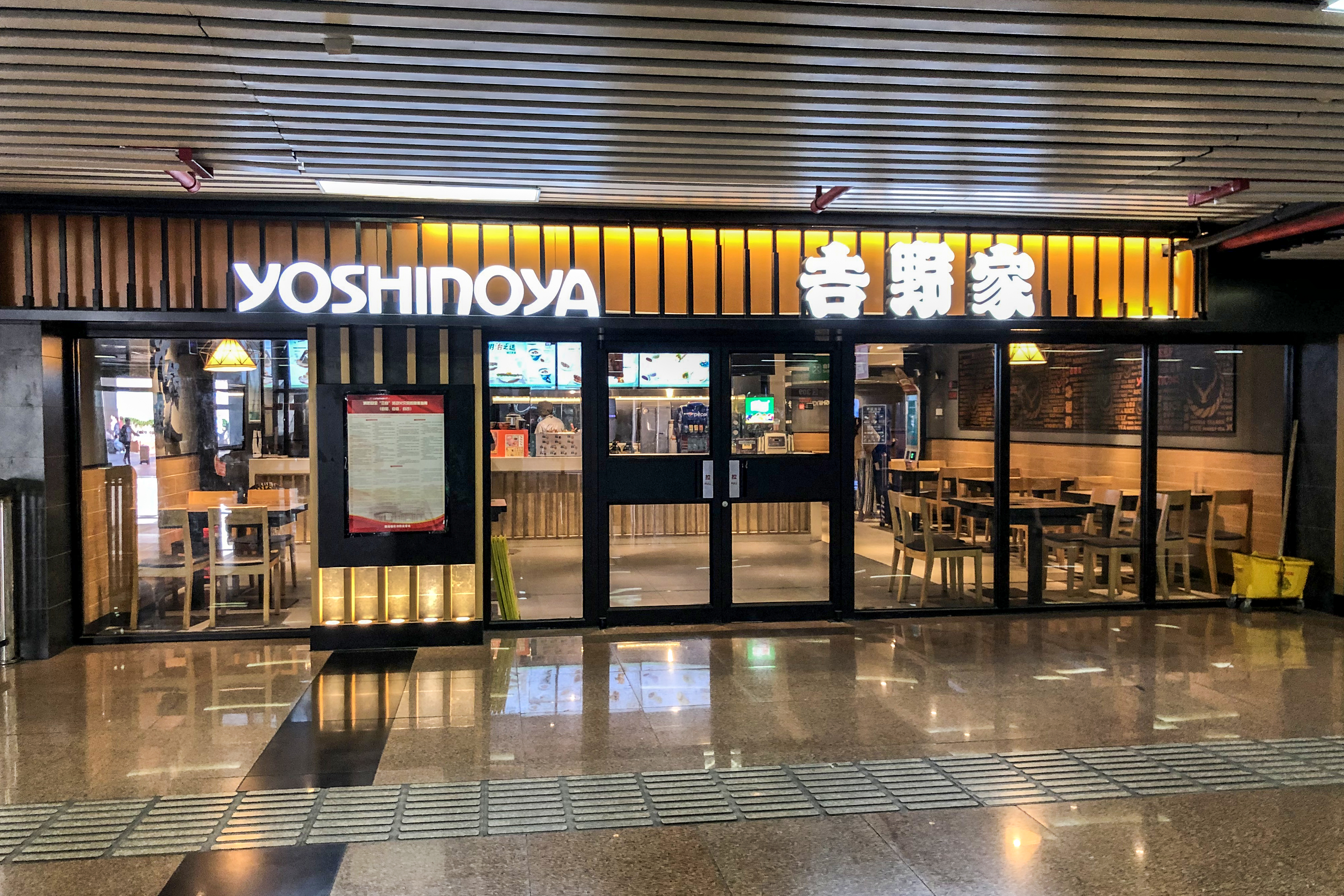
北京市北京西站分店
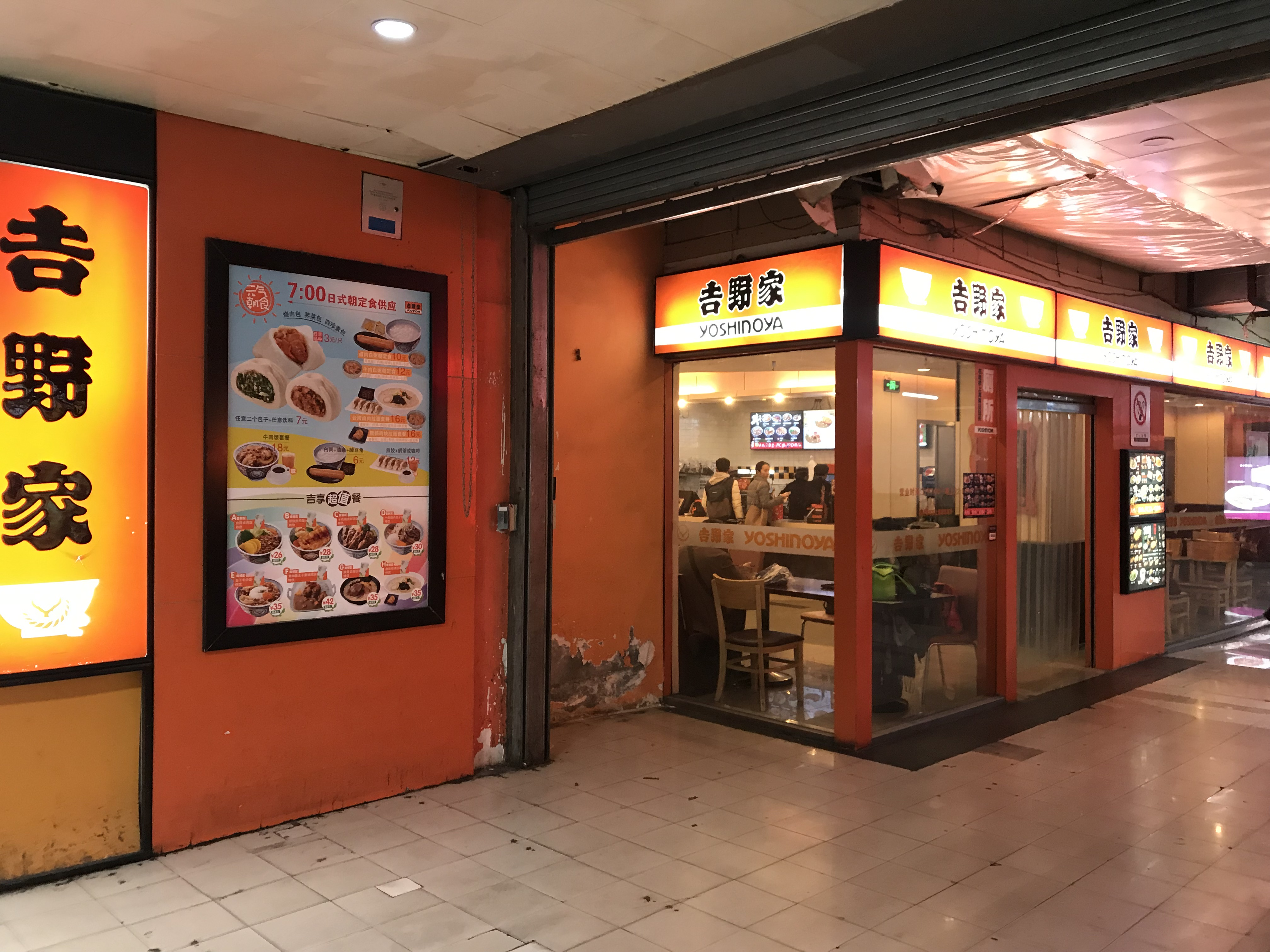
上海市地鐵上海南站分店
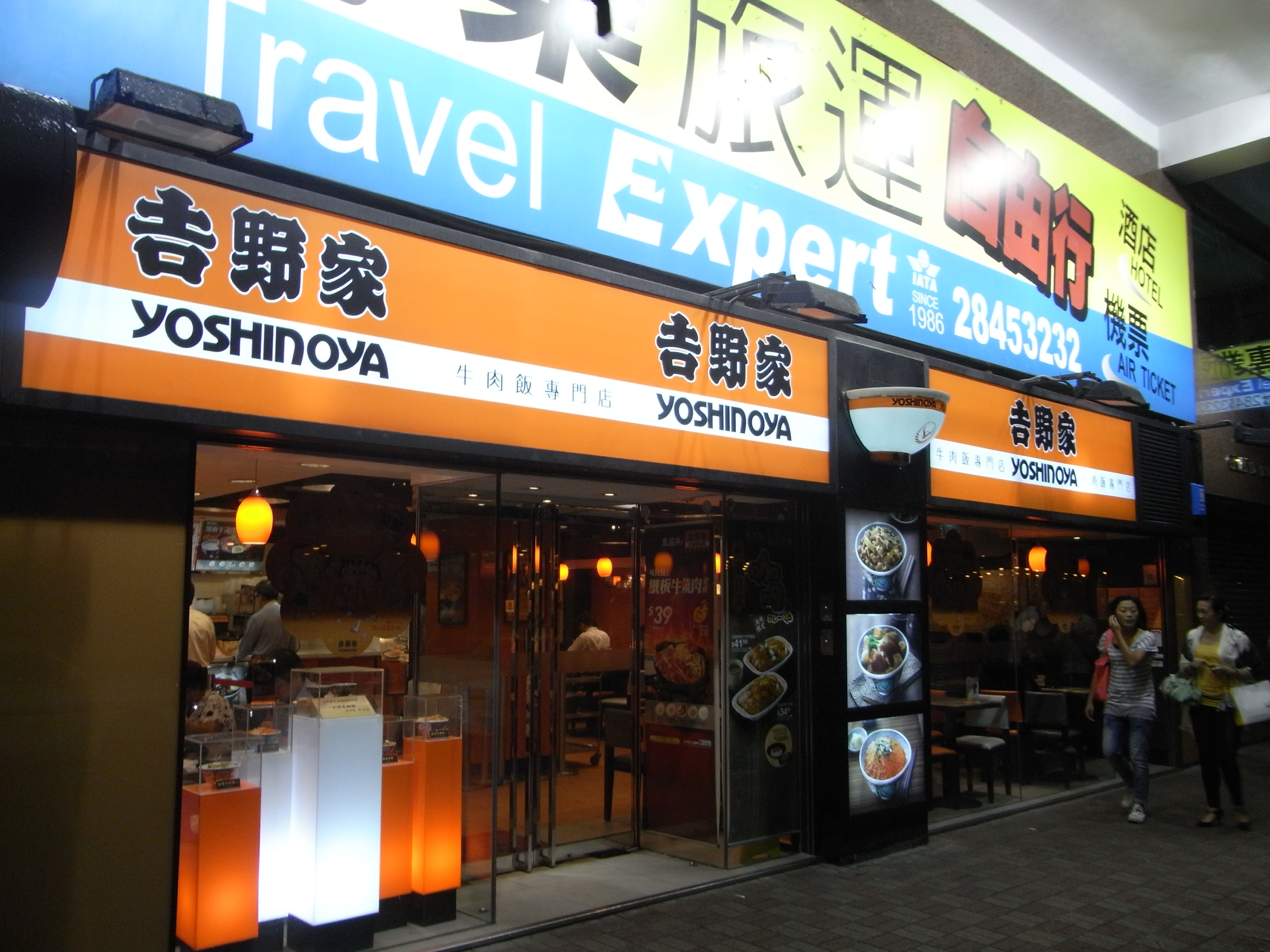
香港中環干諾道中分店
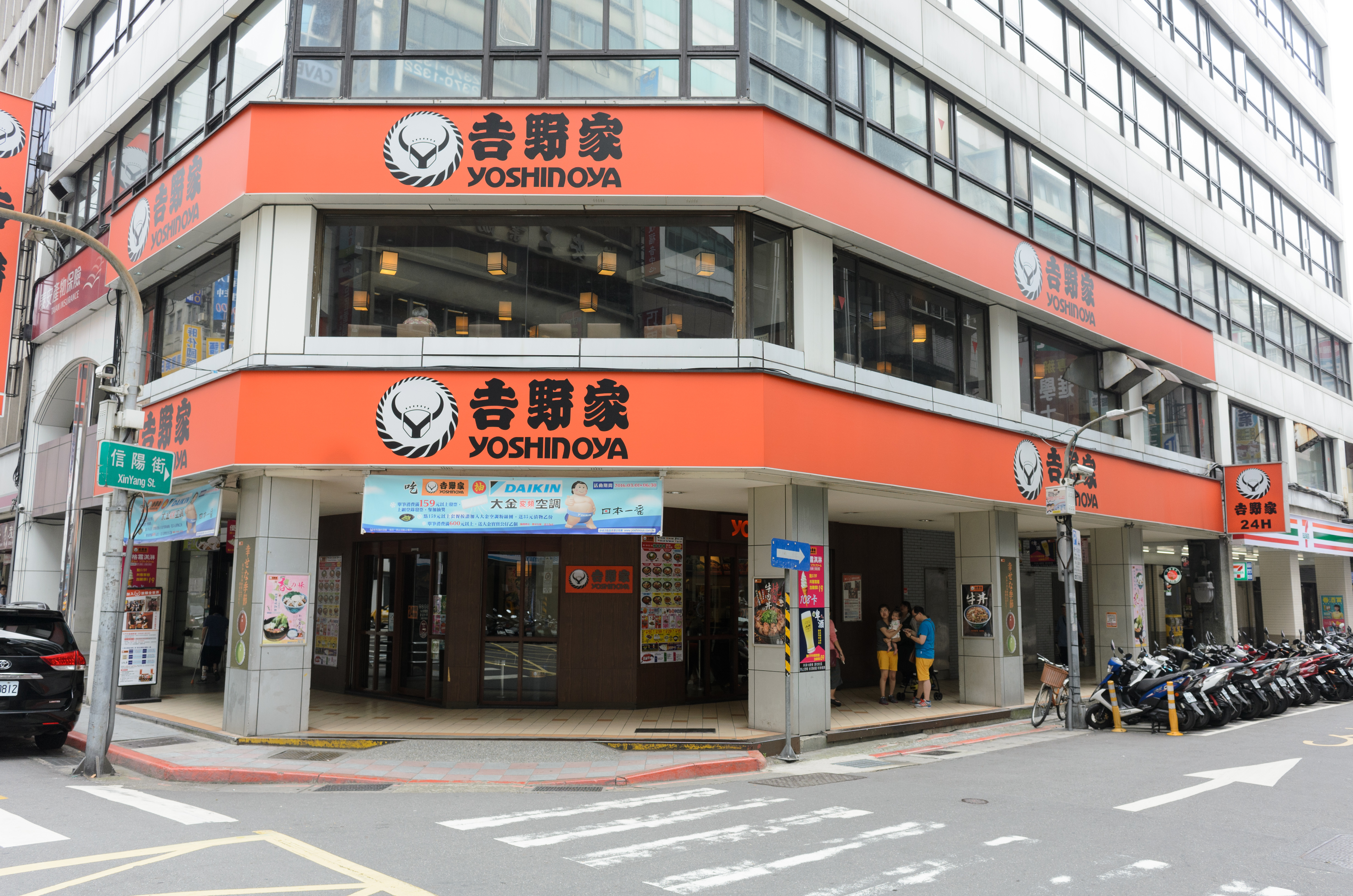
台北市館前店
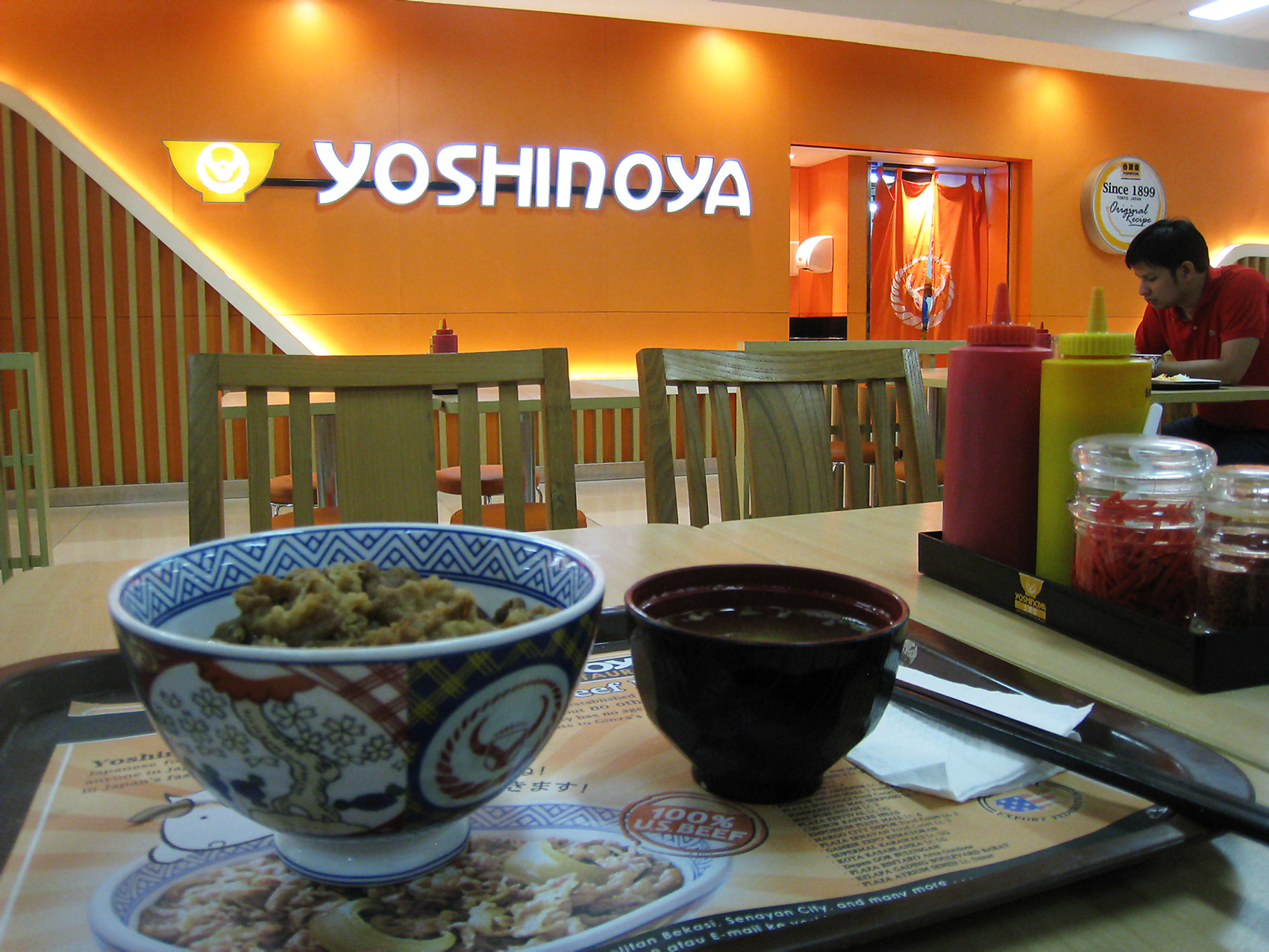
印尼雅加達店出售的牛肉飯
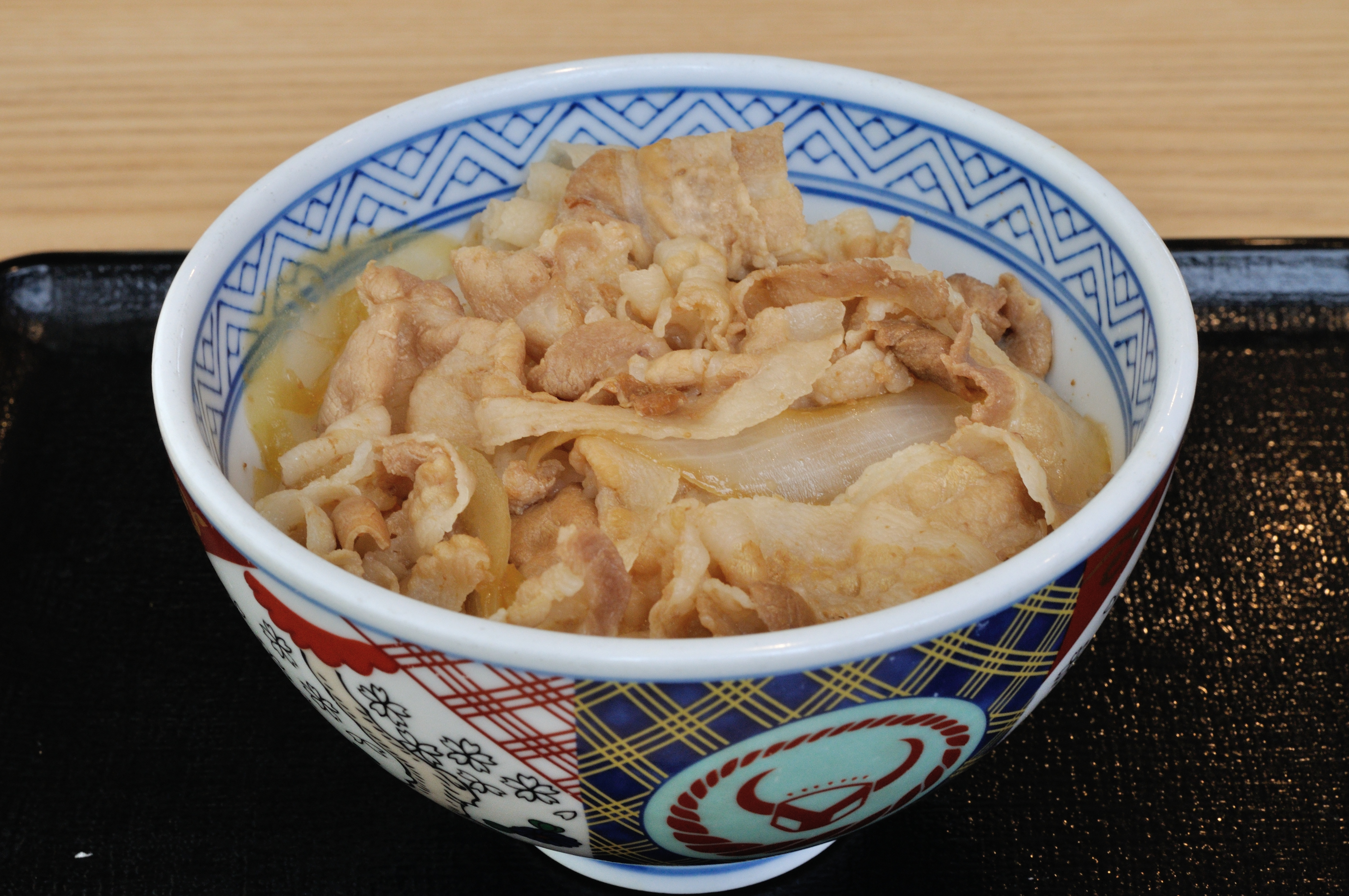
吉野家的牛肉饭
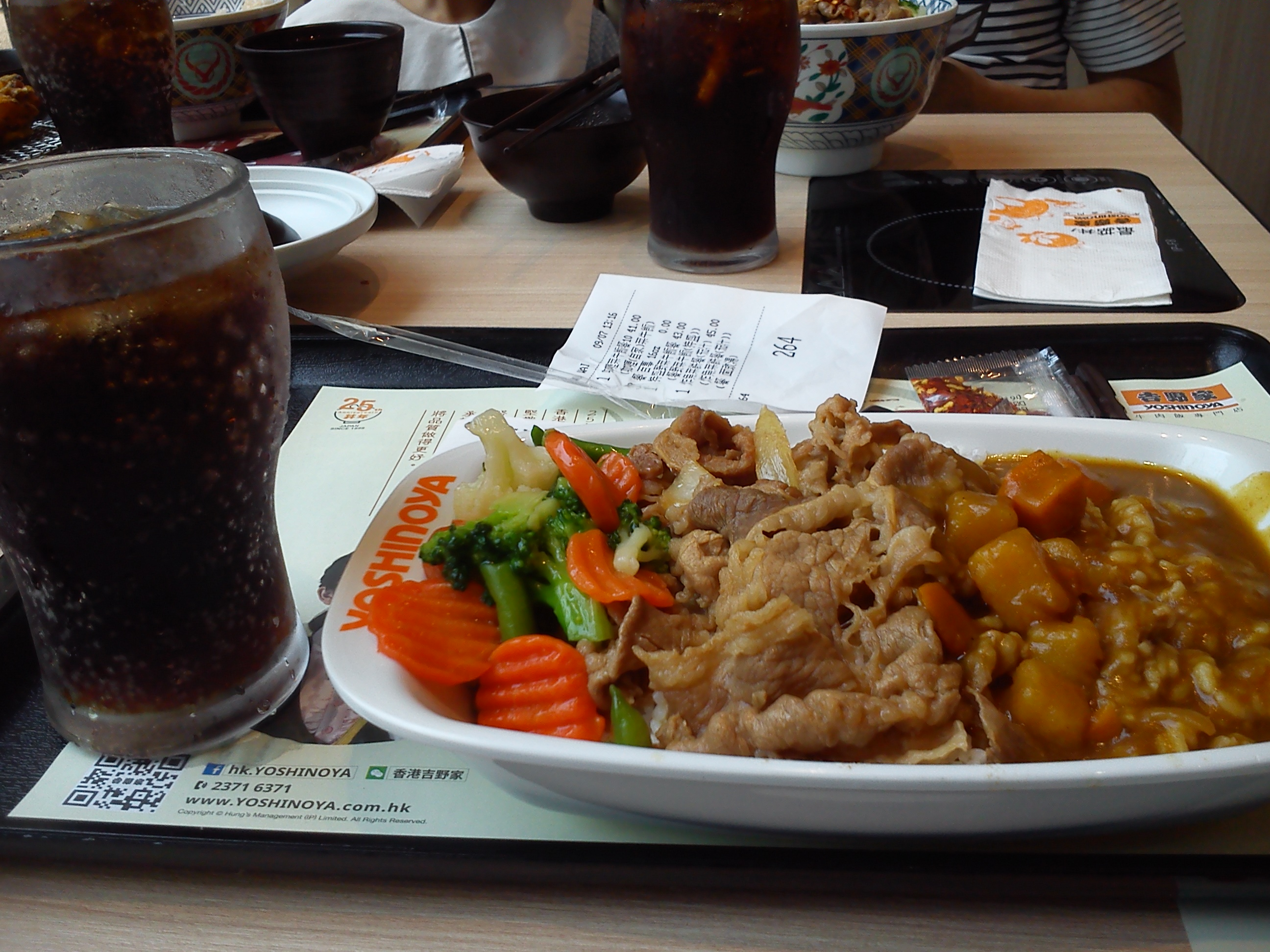
香港吉野家的咖喱野菜牛肉饭
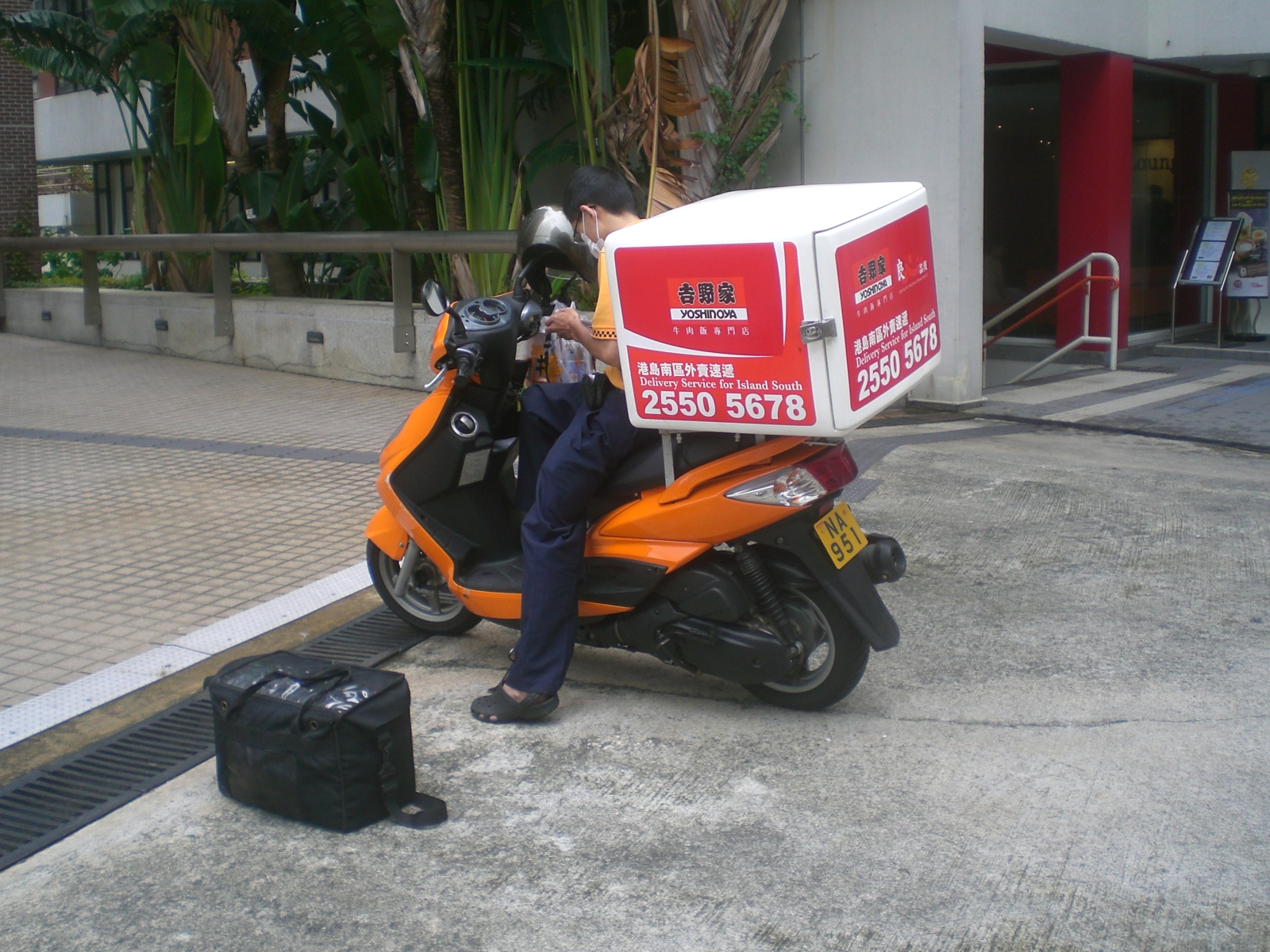
香港吉野家的外賣電單車

## 香港連鎖店事件

### 香港吉野家強姦案
2009年4月，一位女店員店內遭同事強姦，過程遭另一同事拍攝並在網上流傳而遭揭發事件。

### 「獅子狗」事件

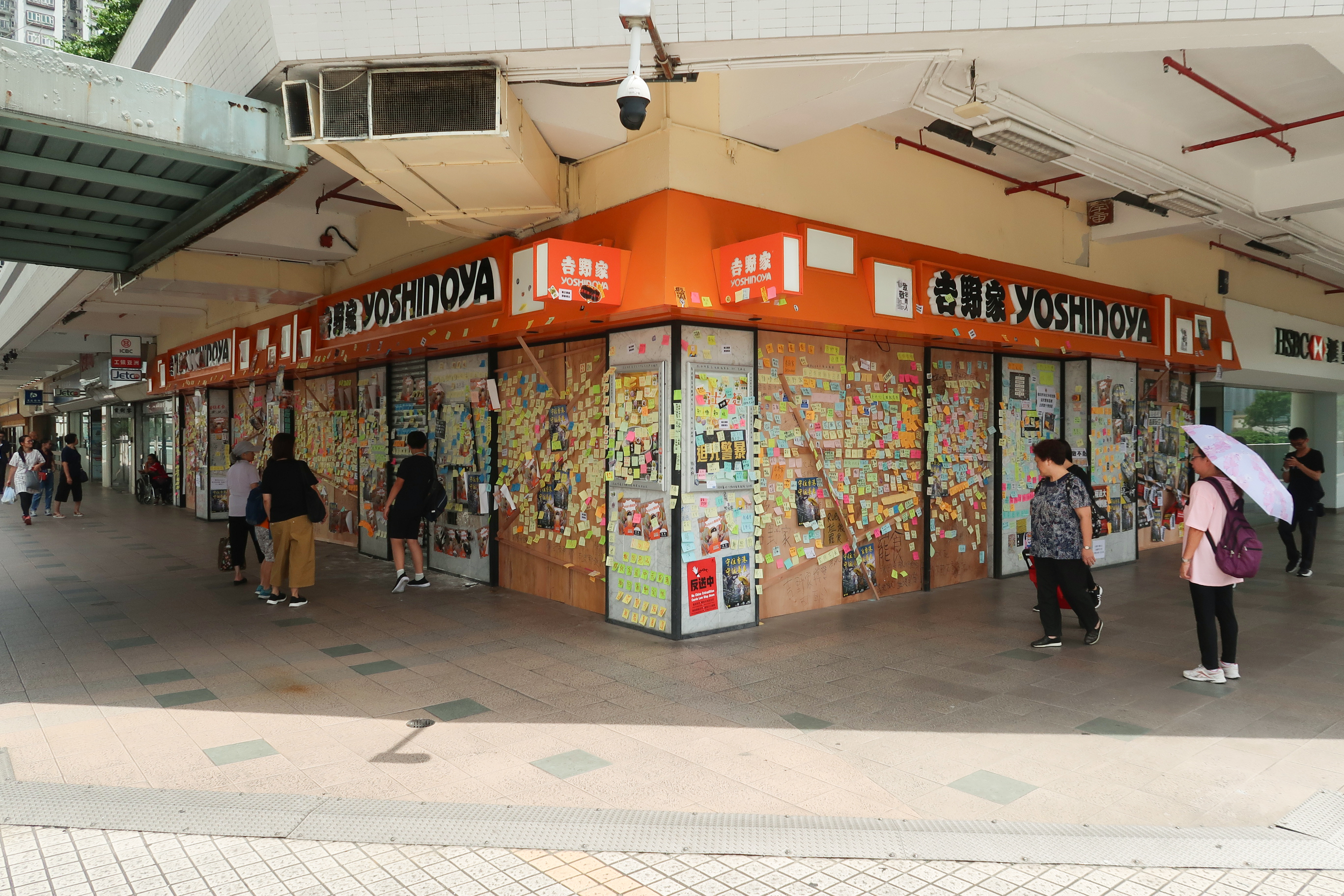
吉野家好運中心分店於2019年7月14日遊行開始前用木板圍封玻璃櫥窗，之後變成連儂牆

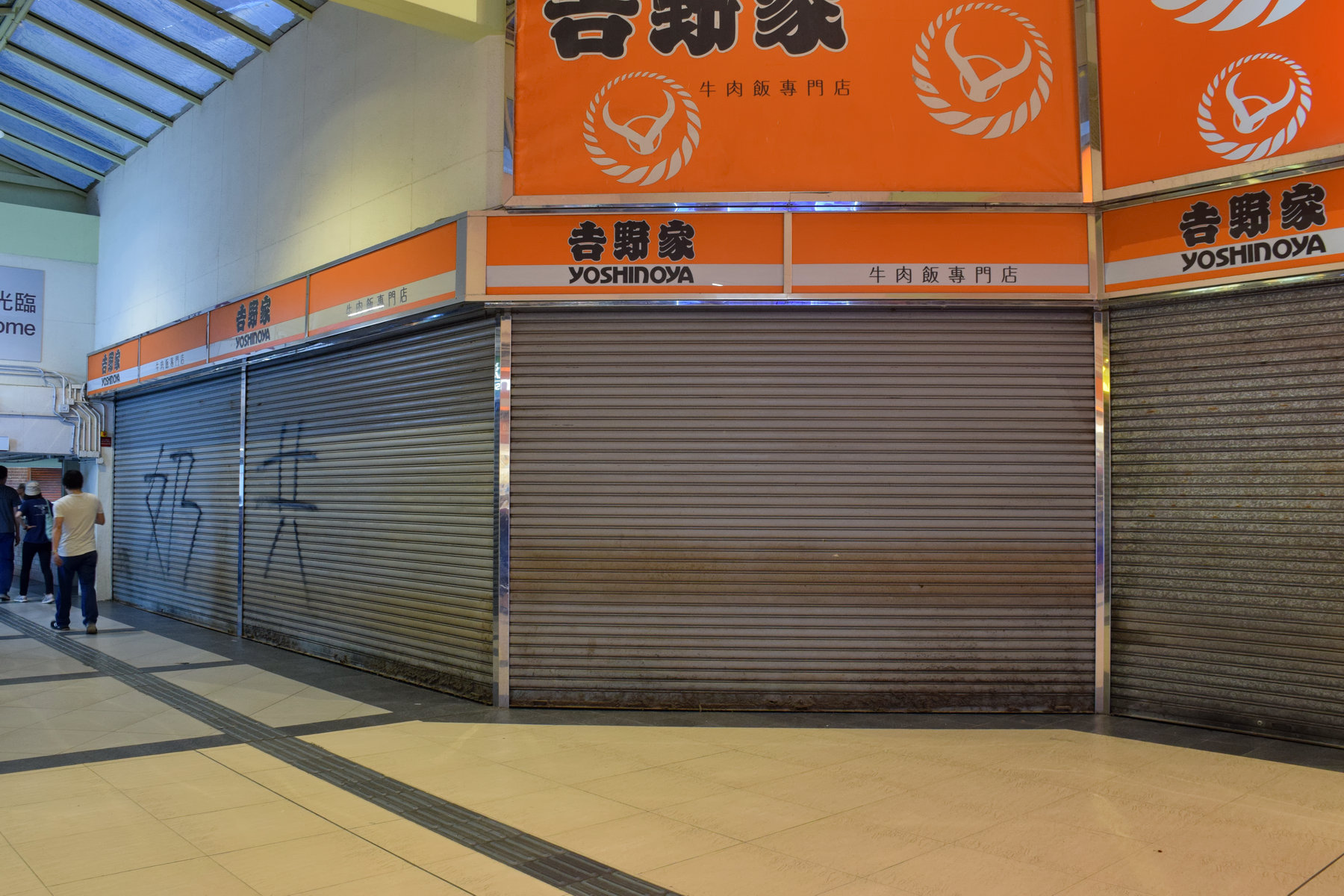
吉野家瀝源廣場分店於2019年7月14日提早關門後，店舖鐵閘被噴上「奶共」二字

自2019年6月開始，香港《逃犯條例》修訂草案引發多次大規模抗爭。2019年7月，一些反對人士於港鐵大埔墟站附近一條行人隧道上貼上大量寫有標語和訴求的便利貼，形成「連儂牆」，其後愈來愈多人在「連儂牆」（或稱連儂隧道）上貼上字句，同時期香港各區都出現「連儂牆」，但以大埔的為最大規模。在10日凌晨零時許，警察機動部隊D連（即東九龍總區）出動超過100名警務人員，封鎖該行人隧道，撕去貼有警察個人資料的標貼。反對人士譏諷警務人員為「撕紙王」和「撕紙狗」。
於2019年7月10日14:42，香港吉野家Facebook專頁發帖，指「想食獅子狗，唔只大埔有。嘢可以亂食，名唔可以亂叫」（想吃獅子狗，不僅大埔有。食物可以亂吃，名稱不可亂叫），指「獅子狗」正確名稱為「竹輪」，而「獅子狗」是香港人對這種食物的稱呼。
被认为是語帶雙關地譏諷香港警務人員於大埔墟站清除連儂牆上便利貼的行為。發帖後一日，香港吉野家Facebook專頁刪除該帖文。身兼全國政協委員、擁有吉野家香港經營權的香港合興集團有限公司行政總裁洪明基接受《大公報》及《文匯報》訪問時，表示對於香港吉野家Facebook專頁發表「獅子狗」的事情是事前不知情，而且對於此事極為憤怒。
2019年6月30日洪明基出席「撐警隊，護法治，保安寧」集會，支持警方並全力支持香港特區政府依法施政。提到已與涉事的外判社交媒體廣告公司（Social Strategy Hong Kong，簡稱SSHK）解約，負責廣告事務的公司員工已被解僱。事件引起部分網民不滿，有職工盟成員到吉野家的油麻地分店門外抗議主张“員工只是利用熱門話題，吸引消費者，批評吉野家無理解僱員工，屬政治迫害，同時呼籲市民罷吃吉野家。”
香港吉野家Facebook專頁再次於7月12日下午發帖，表示「所有小編由始至終都係齊齊整整」，而SSHK的Facebook專頁發帖於同日17:09發帖表示SSHK及吉野家「由始至終亦沒有解僱任何同事」。SSHK亦補充說「獅子狗」取自近日衝突中一個網民常用詞的諧音，除了希望宣傳產品外，也希望可紓緩目前香港鬱結情緒，但公司無意侮辱任何人，聲明亦稱該公司亦與吉野家團隊合作無間，並重視創意與幽默感。
2019年7月14日，沙田區反修例遊行舉行。吉野家好運中心分店在遊行開始前以木板圍封商店外牆玻璃，以免受到破壞。有示威者在木板上張貼標語，自製「連儂牆」，繪上獅子狗圖案，又寫上「自己牛肉飯自己煮」、「賣港」、「追究警暴」、「罷食」等字句。
受事件影響，部份網民響應罷食的呼籲。
而香港吉野家Facebook專頁自7月12日發出澄清通告後，便一直未有再發表過任何文章，直至2020年3月才低調恢復運作。
多家吉野家分店被示威者在其後的示威中被破壞，包括被人打破玻璃、塗鴉等。
洪明基已於5月13日辭任香港吉野家母公司吉野家快餐（香港）董事，改由吉野家內地業務管理層郭培廉出任董事。

## 資料來源
1. ↑  店鋪檢索 （页面存档备份，存于）.台灣吉野家
2. ↑  .   [2023-05-14]. （原始内容存档于2023-06-11）.
3. 1 2  新井一二三. . 台灣: 大田. 2008年8月1日: 61–63頁. ISBN 9789861791012 （中文）.
4. ↑  . 星洲网 Sin Chew Daily Malaysia Latest News and Headlines. 2023-03-18  [2023-04-08]. （原始内容存档于2023-04-11） （中文（简体））.
5. ↑  "「吉野家」15億円の赤字は“牛丼並盛360円”ビジネスの限界「すき家」も「松屋」も逆風" （页面存档备份，存于）（日語）
6. ↑  . 明報. 2020-06-10  [2021-02-27]. （原始内容存档于2021-03-10）.
7. ↑  . 香港經濟日報. 2020-07-29  [2020-09-25]. （原始内容存档于2021-03-10）.
8. ↑  . 明報. 2020-04-19  [2020-09-25]. （原始内容存档于2021-03-10）.
9. ↑  .   [2020-07-29]. （原始内容存档于2021-01-03）.
10. ↑  記者 陳睿中. . 聯合報.   [2024-05-23]. （原始内容存档于2024-05-24）.
11. ↑  . 蘋果日報 (香港). 2019-07-10  [2019-07-10]. （原始内容存档于2020-05-18） （中文（香港））.
12. ↑  . 蘋果日報 (香港). 2019-07-10  [2019-07-13]. （原始内容存档于2020-05-18） （中文（香港））.
13. ↑  . 頭條日報. 2019-07-12  [2019-07-13]. （原始内容存档于2020-08-10）.
14. ↑  . 聯合新聞網. 2019-07-13  [2019-07-13]. （原始内容存档于2020-08-12） （中文（香港））.
15. ↑  . 立場新聞. 2019-07-12  [2019-07-13]. （原始内容存档于2021-02-16） （中文（香港））.
16. ↑  . 明報. 2019-07-13  [2019-07-13]. （原始内容存档于2020-08-11） （中文（香港））.
17. ↑  . 明報財經. 2019-07-12  [2019-07-12]. （原始内容存档于2020-08-13） （中文（香港））.
18. ↑  李穎霖; 李智智; 曾雪雯. . 香港01. 2019-07-14  [2019-07-14]. （原始内容存档于2019-07-14） （中文（香港））.
19. ↑  . 巴士的報. 2019-07-13  [2019-10-12]. （原始内容存档于2020-08-12）.
20. ↑  . 頭條日報. 2019-10-01  [2019-10-05]. （原始内容存档于2020-08-11）.
21. ↑  . 立場新聞. 2020-06-01  [2020-06-01]. （原始内容存档于2020-10-01）.

## 相關參見
- 香港吉野家強姦案

## 外部連結
- 吉野家（日本）（页面存档备份，存于）（日語）
- 吉野家（美國）（页面存档备份，存于）（英文）
- 吉野家（香港）（页面存档备份，存于）（中文）
- 吉野家（台灣）（页面存档备份，存于）（中文）